# NGC 1277
NGC 1277 este o galaxie lenticulară situată în constelația Perseu. A fost descoperită în 4 decembrie 1875 de către Lawrence Parsons. Se află la o distanță de 73 de megaparseci de Pământ.